# Kosaka Zentarō

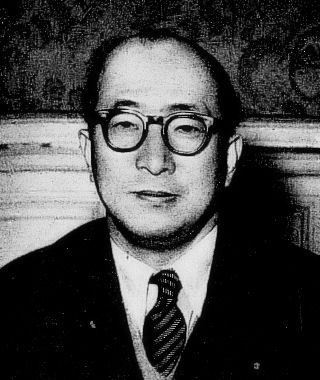
Kosaka Zentarō

Kosaka Zentarō  (japanisch 小坂善太郎; * 23. Januar 1912 in Nagano, Präfektur Nagano; † 26. November 2000) war ein japanischer Politiker der Liberaldemokratischen Partei (Jiyūminshutō), der unter anderem von 1960 bis 1962 sowie erneut 1976 Außenminister war.

## Leben

### Familiäre Herkunft, Abgeordneter und Arbeitsminister
Kosaka Zentarō stammte aus einer politisch einflussreichen Familie. Sein Großvater Kosaka Zennosuke war Gründer der Tageszeitung Shinano Mainichi Shimbun und Mitglied des Unterhauses (Shūgiin). Sein Vater Kosaka Junzo war sowohl Mitglied des Unterhauses als auch des Oberhauses (Kizokuin) und Gründer und Vorstandsvorsitzender der Elektrizitätsgesellschaft Nippon Hassoden Co. sowie des Chemieunternehmens Shin-Etsu Chemical. Sein jüngerer Bruder Kosaka Tokusaburō gehörte als Mitglied ebenfalls dem Unterhaus an und war auch mehrmals Minister. Er selbst absolvierte nach dem Schulbesuch ein Studium an der Staatlichen Handelshochschule Tokio und begann nach dessen Abschluss 1935 seine berufliche Laufbahn zunächst bei der Mitsubishi Bank, Ltd. ehe er zu dem von seinem Vater gegründeten Chemieunternehmen Shin-Etsu Chemical.
Bei der Wahl vom 10. April 1946, der ersten nach der Kapitulation Japans und dem Ende des Zweiten Weltkrieges wurde Kosaka Zentarō erstmals zum Mitglied des Repräsentantenhauses (Shūgiin) gewählt und vertrat in diesem bis 1992 die Präfektur Nagano. Während seiner Parlamentszugehörigkeit war er zwischen 1950 und 1951 Vorsitzender des Haushaltsausschusses und übernahm vom 21. Mai 1953 bis zum 9. Dezember 1954 im fünften Kabinett Yoshida als Arbeitsminister erstmals einen Ministerposten. Des Weiteren war er vom 1. Juli bis zum 1. Oktober 1954 Vorsitzender der Nationalen Kommission für Öffentliche Sicherheit (Kokka kōan iinkai), die nach dem Polizeigesetz von 1954 gemeinsam mit der Polizeibehörde (Keisatsu-chō) geschaffen wurde, und für die zentrale Überwachung der Polizei (Nihon no keisatsu) zuständig ist. Nach dem Zusammenschluss (Hoshu Gōdō) der Demokratischen Partei Japans (Nihon Minshutō) mit der Liberalen Partei (Jiyū-tō) am 15. November 1955 wurde er Mitglied der neu entstandenen Liberaldemokratischen Partei (Jiyūminshutō). 1957 schloss er sich der von Ikeda Hayato gegründeten und geführten Kōchikai, der heute ältesten und größten Faktion der LDP.

### Außenminister und außenpolitische Missionen

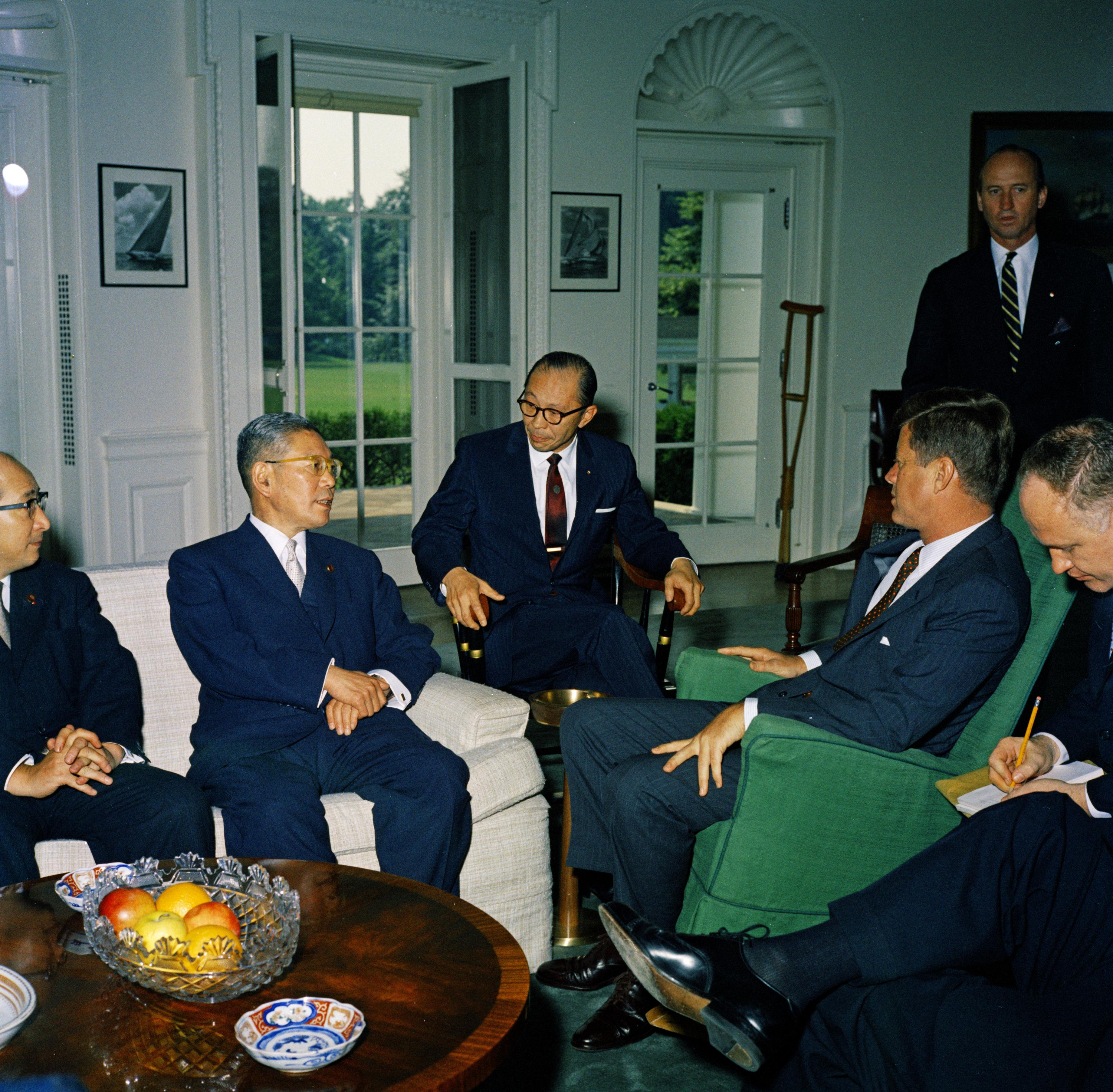
Außenminister Kosaka Zentarō (links) mit Premierminister Ikeda Hayato (2. v. l.) bei einem Besuch bei US-Präsident John F. Kennedy (1961)

Nachdem Ikeda Hayato am 19. Juli 1960 Premierminister Japans wurde, berief dieser Kosaka Zentarō zum Außenminister  (Gaimu Daijin) in dessen erstes Kabinett. Dieses Ministeramt bekleidete er auch im zweiten Kabinett sowie nach der ersten Umbildung des zweiten Kabinetts Ikeda bis zum 18. Juli 1962, woraufhin Ōhira Masayoshi seine Nachfolge antrat. In dieser Funktion stattete er am 6. September 1960 Seoul einen Besuch ab, was den ersten offiziellen Besuch eines japanischen Politikers in Südkorea seit Ende des Zweiten Weltkrieges darstellte.
Im August 1966 war er zusammen mit Furui Yoshimi Leiter einer achtköpfigen LDP-Delegation, die die Volksrepublik China besuchte. Beide gehörte dem konservativen Flügel ihrer Partei an, die für eine Unabhängigkeit Japans von den USA und eine Normalisierung der Beziehungen zu China eintraten. Nach dem Besuch verfasste er den nach ihm benannten Kosaka-Bericht, der bei Politischen Forschungsrat der LDP eingereicht wurde. Am 1. Dezember 1966 bewarb er sich bei der Wahl des Vorsitzenden der LDP. Er unterlag allerdings mit nur zwei Stimmen deutlich hinter dem zum Parteivorsitzenden gewählten Satō Eisaku (289 Stimmen) sowie den danach platzierten Fujiyama Aiichirō (89 Stimmen), Maeo Shigesaburō (47 Stimmen), Nadao Hirokichi (11 Stimmen) und Noda Uichi (9 Stimmen), während der frühere Parteivorsitzende und Premierminister Kishi Nobusuke sowie Matsumura Kenzō und Murakami Isamu jeweils nur eine Stimme erhielten.
1968 äußerte er seinen Wunsch, die Mongolische Volksrepublik zu besuchen, um die Möglichkeiten für die wirtschaftliche Unterstützung dieses Landes zu prüfen. 1970 trat er dafür ein, dass Japan eine „Kriegsverzichtserklärung“ abgeben sollte, um die Spannungen zwischen Japan und der Volksrepublik China weiter abzubauen. Im Juli 1971 wurde er schließlich als Nachfolger von Mizuta Mikio selbst Vorsitzender des Politischen Forschungsrates und gehörte in dieser Funktion bis zu seiner Ablösung durch Sakurauchi Yoshio im Juli 1972 dem Parteivorstand der LDP an. Im Anschluss ernannte ihn der neue LDP-Vorsitzende und Premierminister Tanaka Kakuei zum Vorsitzenden des neu gegründeten Parteirates der LDP für die Normalisierung der japanisch-chinesischen Beziehungen. Die Aufgabe dieses aus 312 Mitgliedern bestehenden Rates war die Erreichung eines Konsens, nachdem es innerhalb der Partei zu pro-taiwanesischen und pro-chinesischen Lagern hinsichtlich des Friedensprozesses gekommen war. Im September 1972 stattete er als Sondergesandter von Premierminister Tanaka Peking einen Besuch ab.
Im Anschluss fungierte Kosaka Zentarō vom 22. Dezember 1972 bis zur Kabinettsumbildung am 25. November 1973 als Leiter des Amtes für Wirtschaftsplanung (Keizai-kikaku-chō) im zweiten Kabinett Tanaka. Im Januar 1974 unternahm er einen Besuch nach Libyen. Nach der Umbildung des Kabinetts von Premierminister Miki Takeo bekleidete er vom 15. September 1976 bis zum Rücktritt des Kabinetts am 24. Dezember 1976 erneut das Amt des Außenministers. In dieser Funktion forderte er bei einer Rede vor der Generalversammlung der Vereinten Nationen eine Reform des UN-Sicherheitsrates. Zu Beginn der 1980er Jahre war er noch Vorsitzender des Außenpolitischen Forschungsrates der LDP und empfing in dieser Zeit zusammen mit dem Präsidenten des Oberhauses (Sangiin), Kenzō Kōno, und dem Präsidenten des Unterhauses Funada Naka eine Delegation von Politikern aus der DDR wie Hans Modrow.
Kosaka, der unter anderem mit dem Großkreuz des Orden der Aufgehenden Sonne (Kyokujitsushō), verfasste zusammen mit den Wirtschaftswissenschaftlern Ôuchi Hyōe und Arisawa Hiromi sowie dem sozialistischen Journalisten Suzuki Mosaburō verschiedene politische Schriften wie zum Beispiel über die Struktur eines angepassten Kapitalismus. Sein Sohn Kosaka Kenji war ebenfalls Mitglied des Repräsentantenhauses und von 2005 bis 2006 Minister für Bildung, Kultur, Sport, Wissenschaft und Technologie.

## Hintergrundliteratur
- Kurt Werner Radtke, Kurt W. Radtke, Chengzhi Liao: China’s Relations with Japan, 1945–83: The Role of Liao Chengzhi. Manchester University Press, 1990, ISBN 0-7190-2795-0, S. 166 u. a. (books.google.de)
- Qingxin Ken Wang: Hegemonic Cooperation and Conflict: Postwar Japan's China Policy and the United States. Greenwood Publishing Group, 2000, ISBN 0-275-96314-4, S. 145 u. a. (books.google.de)
- Kweku Ampiah: The Dynamics of Japan’s Relations with Africa: South Africa, Tanzania and Nigeria. Routledge, 2013, ISBN 978-1-134-82533-2. (books.google.de)
- Hirosuke Kawanishi: Human Face Of Industrial Conflict In Japan. Routledge, 2014, ISBN 978-1-136-88437-5. (books.google.de)
- Robert Hoppens: The China Problem in Postwar Japan: Japanese National Identity and Sino-Japanese Relations. Bloomsbury Publishing, 2015, ISBN 978-1-4725-7548-7, S. 80 u. a. (books.google.de)